# 海姆貝格
海姆貝格是瑞士的城鎮，位於該國中西部，由伯恩州負責管轄，面積5.41平方公里，三成半土地是森林，海拔高度551米，2011年人口6,461，人口密度每平方公里1194人。